# Drusilla borneoapicalis
Drusilla borneoapicalis (лат.) — вид жуков-стафилинид рода Drusilla из подсемейства Aleocharinae.

## Распространение
Юго-Восточная Азия: Сабах (остров Калимантан, Малайзия).

## Описание
Мелкие коротконадкрылые жуки, длина около 5 мм. Тело блестящее, голова коричневая, переднеспинка красноватая, надкрылья черновато-коричневые с красноватым основанием, брюшко желтовато-красное, задний край первых четырёх свободных тергитов в основном коричневый, пятый и шестой свободные тергиты коричневые, усики красновато-коричневые с двумя базальными члениками, основанием третьего и одиннадцатого членика желтовато-красные, ноги желтовато-красные с жёлтыми базальными ¾ бёдер. Второй членик усика короче первого, третий длиннее второго, четвертый-десятый длиннее ширины. Глаза очень большие, если смотреть сверху. Тело без ретикуляции. Антенны относительно длинные. Переднеспинка длиннее ширины, с широкой центральной бороздкой. Голова относительно небольшая и округлая, с чётко выраженной шеей и с очень коротким затылочным швом, оканчивающимся проксимальнее щеки.

## Систематика
Вид был впервые описан в 2014 году итальянским энтомологом Роберто Пачэ (1935—2017). Новый вид также похож на Drusilla bruneiensis с Борнео, но у нового вида глаза крупнее, длиннее заглазничной области, тогда как у D. bruneiensis длина глаз равна или почти равна заглазничной области. Сперматека нового вида короче (0,14 мм), чем у D. bruneiensis (0,19 мм). Эдеагус нового вида отличается в нескольких отношениях, в том числе на вершине, которая с вентральной стороны узкая, тогда как у D. bruneiensis она широкая, а внутренние склеротизованные части эдеагуса лишены многочисленных шипов, как у D. bruneiensis. Вид и род относят к подтрибе Myrmedoniina в составе трибы Lomechusini.